# Чикойская впадина
Чико́йская впа́дина — впадина в юго-западной части Забайкальского края, в Красночикойском районе.

## География
Чикойская впадина расположена в среднем течении реки Чикой, между Малханским хребтом (с севера) и отрогами Асинского и Эсутайского хребтов (с юга). Впадина имеет субширотное простирание. Начинается на западе от сёл Красный Чикой и Архангельское, заканчивается на востоке в районе устьев притоков Чикоя: рек Солонцовая и Сенькина. Протяжённость впадины составляет 130 км при ширине от 1—2 до 8 км.

## Геология
Чикойская впадина сложена терригенными формациями нижнемелового возраста, среди которых выделяются три толщи (снизу вверх): конгломератовая (мощность 200—500 м), песчано-гравелитовая (500 м) и угленосная (500—600 м). С последней толщей связаны залежи каменного угля. Заложение впадины относится к мезозою, дальнейшее формирование шло в неоген-четвертичное время.
Днище впадины, занятое поймой реки Чикой, имеет абсолютные отметки от 755 до 915 м. Основные типы ландшафта — приречные луга и лесостепи, переходящие вверх по склонам в горную тайгу.